# Dora Kaprálová

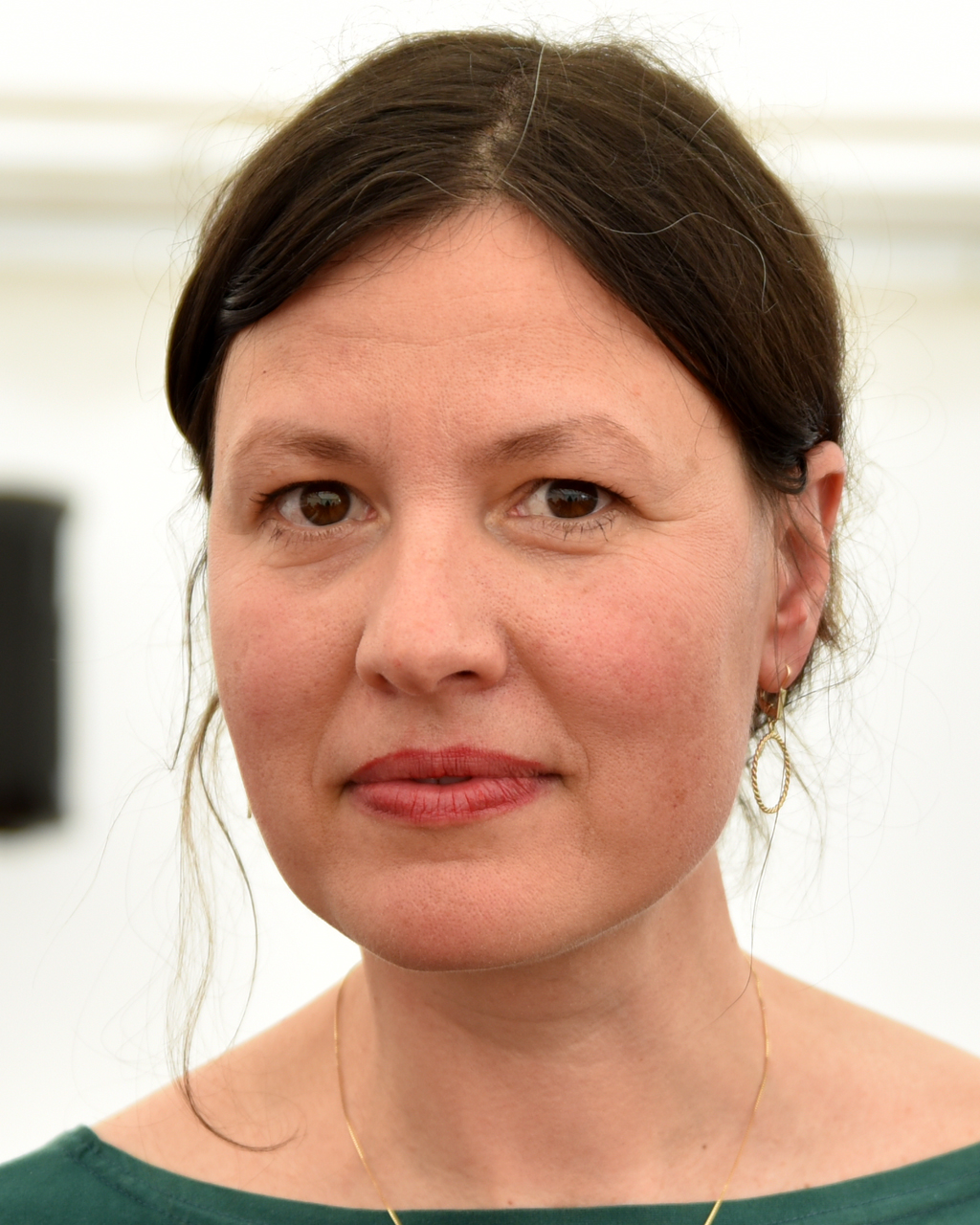
Dora Kaprálová (2024)

Dora Kaprálová (* 25. Mai 1975 in Brünn, Tschechien) ist eine Schriftstellerin, Journalistin und Dokumentarfilmerin, die in Berlin lebt und auf Tschechisch schreibt. Sie ist Preisträgerin des tschechisch-deutschen Milena-Jesenská-Preises und des tschechisch-deutschen Journalistenpreises.

## Leben
Dora Kaprálová wurde in Brünn (Tschechien) als Tochter von Zeno Kaprál und Jarmila Kaprálová geboren und wuchs dort in der Wohnung auf, in der heute im Rahmen des Residenzprogramms Kafe Kaprál kulturelle Veranstaltungen stattfinden. Dieses Programm wurde zu Ehren ihres Vaters, dem tschechischen Dichter Zeno Kaprál geschaffen, der hier mit seiner Familie lebte. Als Kind spielte sie am Theater Husa na provázku (damals Divadlo na provázku) in Inszenierungen von Peter Scherhaufer.
Später studierte sie Dramaturgie und Drehbuch an der Theaterfakultät der Janáček-Akademie in Brünn, das Studium schloss sie 2000 als Magistra ab. Noch während ihres Studiums schrieb sie Literaturkritiken und drehte preisgekrönte Radio-Features und Radio-Essays. 2007 debütierte sie mit einem Interviewbuch mit der tschechischen Schriftstellerin Květa Legátová Návraty do Želar, im selben Jahr zog sie mit ihrer Tochter Ema (* 2003) und ihrem ersten Mann nach Berlin, wo 2009 ihre zweite Tochter Františka geboren wurde.
Mit ihrem Prosa-Debüt Zimní kniha o lásce (Winterbuch über die Liebe) gelang ihr 2014 der Durchbruch zu einer eigenen Ausdrucksweise, die von Zweifel und Ironie geprägt ist. Oft betrachtet sie alltägliche Liebesereignisse aus ungewöhnlichen Perspektiven, die zu allgemeinen feministisch-philosophischen Fragen führen. „Das Winterbuch der Liebe“ widmete sie Peter Esterházy und seinem Roman „Die Frau“. Peter Esterházy konnte es noch zu Lebzeiten in der ungarischen Übersetzung von Z.J. Hahn (Typotext Verlag 2015) lesen und war von dem Buch begeistert. Das Buch erschien im kleinen Verlag Archa, erhielt aber in Tschechien viel Aufmerksamkeit und wurde später als Hörspiel im Rundfunk inszeniert.
Eines der wichtigen Themen in Dora Kaprálovás Prosatexten, Dokumentarfilmen und journalistischen Arbeiten ist die Erkundung des im System verlorenen Individuums, wobei sie sich oft auf das Schicksal von Migranten, Exilanten und Menschen am Rande der Gesellschaft konzentriert. Da die Ausgabe von 2014 ausverkauft war, wird es 2024 in einer zweiten, überarbeiteten Auflage im Verlag Druhé Město neu veröffentlicht und am November 2024 im Berliner Mikrotext Verlag (Winterbuch der Liebe).
In ihren Texten lenkt sie den Blick auf die Bedeutung zwischenmenschlicher Beziehungen, die Zerbrechlichkeit von Bindungen und die Möglichkeit, durch das Interesse an der eigenen Umgebung politische, soziale und tabuisierte Grenzen zu durchbrechen. 2016 folgte der für den tschechischen Buchpreis nominierte Roman Berlínský zápisník (Berliner Notizbuch), der bereits 2018 in einer zweiten Auflage erschien. Für ihre Reportagen und Radiodokumentationen für den tschechischen Rundfunk in Berlin wurde sie wiederholt für den Tschechisch-Deutschen Journalistenpreis nominiert, 2016 gewann sie den Preis für den besten Text und den Milena-Jesenská-Sonderpreis und Deutsch-tschechischer Journalistenpreis.

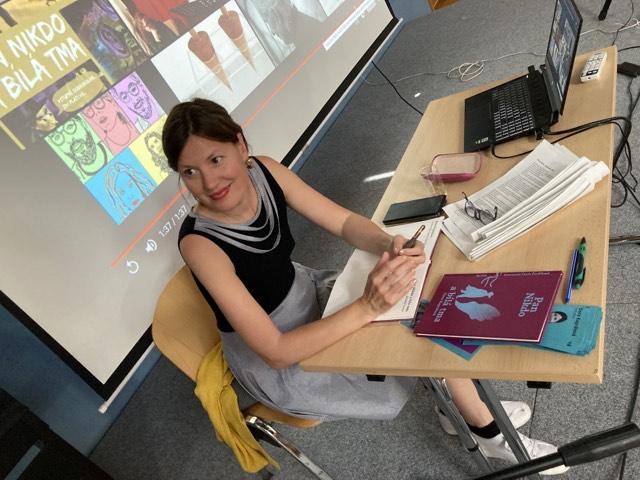
Dora Kaprálová

Im Jahr 2019 veröffentlichte sie im selben Verlag einen Band mit Kurzgeschichten, Ostrovy (Inseln), gefolgt von einem Buch über grenzwertige, oft tragikomische Lebenssituationen, Utrpení a jiné žánry (Leiden und andere Genres), im Jahr 2022.
2022 erschien auch Kaprálovás erstes Kinderbuch, Pan Nikdo a bílá tma (Herr Niemand und die weiße Finsternis), mit Illustrationen von Darja Čančíková (Baobab Verlag). Das Buch wurde für den tschechischen Jugendbuchpreis Zlatá stuha nominiert, Darja Čančíková war für ihre Illustrationen unter den Finalisten des tschechischen Designpreises 2022 und der Titel wurde in den Katalog der besten tschechischen Kinderbücher 2022–2023 aufgenommen. Dora Kaprálová inszenierte das Buch für den tschechischen Rundfunk als vierteiliges dramatisiertes Hörspiel. Derzeit bietet sie es in einer deutschen szenischen Lesung mit der Übersetzerin und Filmemacherin Nataša von Kopp für deutsche und tschechische Schulen, Bibliotheken und Literaturfestivals an.
Im Herbst 2023 entstand unter der Regie von Kamila Polívková am Theater Husa na Provázku in Brünn ein Theaterstück nach vier Prosa-Büchern von Dora Kapralová.
Im März 2025 ein Theaterstück Herr Niemand und die Weiße Finsternis in Theater Polárka. Im März 2025 veröffentlichte sie im Verlag Větrné Mlýny (Brno) das Roman Mariborská hypnóza.
Ihre Bücher wurden in viele Sprachen übersetzt, darunter auch ins Deutsche. Dora Kaprálová lebt mit ihren Töchtern Ema (* 2003) und Františka (* 2009) in Berlin.

## Werke
- Podzimní hra / Zpěvy tmy / Výšiny / Terezka / Vteřiny soli / Zisk slasti, 2001 – (Drama Výšiny) – Větrné mlýny Verlag, ISBN 80-86151-49-2
- Návraty do Želar, 2007 und 2009 – Host Verlag, ISBN 978-80-7294-166-7
- Kdybych vstoupil do Kauflandu, byl bych v Brně, 2009, Větrné mlýny Verlag, ISBN 978-80-86907-62-8
- Zimní kniha o lásce, 2014 – Archa Verlag, ISBN 978-80-87545-25-6
- Říkadla pro tři holčičky a jednoho kluka, 2014, Větrné mlýny Verlag – mit Zeno Kaprál, ISBN 978-80-7443-088-6
- Berlínský zápisník, 2016 – Druhé město Verlag, ISBN 80-7227-417-1
- Ostrovy, 2019 – Druhé město Verlag, ISBN 978-80-7227-419-2
- Berlínský zápisník, 2019 – Druhé město Verlag, ISBN 978-80-7227-417-8
- Podvodník a povodeň, 2020 – Krvavý Bronx, Druhé město a Host Verlag, ISBN 978-80-7227-436-9
- Utrpení a jiné žánry, 2022 – Druhé město Verlag, ISBN 978-80-7227-879-4
- Pan Nikdo a bílá tma, 2022 – Baobab Verlag, ISBN 978-80-7515-142-1
- Almanach Vitrholc 2005, Anthology of contemporary Czech poetry, ISBN 80-86907-12-0
- При чехите. Антология на съвременния чешки разказ, 2023, Жанет 45
- Zimní kniha o lásce, 2024 – Druhé město Verlag, ISBN 978-80-7227-904-3
- Mariborská hypnóza, 2025 – Větrné Mlýny Verlag, ISBN 978-80-7443-549-2

### Übertragungen ins Deutsche
- Winterbuch der Liebe, Mikrotext Verlag, ISBN 978-3-948631-55-0 (aus dem Tschechischen von Nataša von Kopp)
- Herr Niemand und die weiße Finsternis, 2023 – BALAENA Verlag, ISBN 978-3-9819984-9-8 (aus dem Tschechischen von Nataša von Kopp)
- Inseln, 2021 – BALAENA Verlag, ISBN 978-3-9819984-4-3 (aus dem Tschechischen von Hana Hadas)
- Berliner Notizbuch, 2018 – BALAENA Verlag, ISBN 978-3-9819984-1-2 (aus dem Tschechischen von Ruben Höppner)
- Parataxe – das berliner stadtsprachen magazin, Anthologie, 2019 – KLAK Verlag, ISBN 978-3-948156-06-0
- Die letzte Metro – Junge Literatur aus Tschechien, 2018, Voland & Quist Verlag, ISBN 978-3-86391-173-7

### Filmografie, Theater, Radio, Auswahl
- Nevyletět z Brna, je ze mě zkyslá srna, Theater Husa na provázku, Brünn 2023
- Stoletá liška v parku, Hörspiel 2020
- Josef, pokus o portrét člověka, radio dokudrama 2018
- Alenka v říši divů, dokumentarisches Hörspiel 2016
- I já jsem tvůj syn, Adolfe, radio dokudrama 2013
- Lorm, Dokumentarfilm, Drehbuch 2012
- Berlín, bublina přibližnosti dokumentarisches Hörspiel 2011
- Nad přehradou svítá, 2009 – Dokumentarfilm, Drehbuch
- Muž, který měl nebýt, Drehbuch und Co-Regie, Dokumentarfilm über Hugo Sonnenschein 2008

## Auszeichnungen und Nominierungen
- 2024 Bayerns beste Independent Bücher 2024
- 2024 Katalog der besten Kinderbücher des Jahres 2022/2023, Tschechien
- 2023 Nominierung für das beste Kinderbuch Zlatá stuha, Finalist, Tschechien
- 2021 Nominierung für das beste Radiofeature 2021 PRIX EUROPA, Potsdam, Deutschland
- 2021 La Biennale di Venezia, Film von P.Kerekeš 107 Mother, Co-Autor, Italien.
- 2019 „Mensch/FRAU/Mensch“ Slam-Poetry, Gewinnerin, P.A.N.D.A.-Theater Berlin
- 2018 Nominierung für den deutsch-tschechischen Journalistenpreis, Reportage Die Regeln von Rixdorf, Titel im Original: Pravidla Rixdorfu, Prag
- 2016 Deutsch-tschechischer Journalistenpreis, Lajkujte mně a smrt se vám vyhne, Reportér, Deutsch-tschechischer Journalistenpreis
- 2016, Kategorie Audio: Alenka v říši divů, aneb má cesta za uprchlíky, Rundfunk ČRO 2, Sonderpreis „Milena Jesenská“,
- 2014 I já jsem Tvůj syn, Adolfe, nominiert für das Europäische Radiofeature, Prix Europa, Berlin
- 2002 Uvnitř je hra, National Preis im Rundfunkwettbewerb Report
- 2000 Moře moc času Leoše Slaniny, Ake Blomster, Preis für junge europäische Dokumentaristen, Berlin 2000